# دهستان نسکند
دهستان نسکند نام دهستانی در بخش نسکند شهرستان سرباز، استان سیستان و بلوچستان در ایران است. براساس سرشماری مرکز آمار ایران در سال ۱۳۹۵، جمعیت آن ۸۸۳۵ نفر بوده‌است.